# 大法院 (大韓民国)

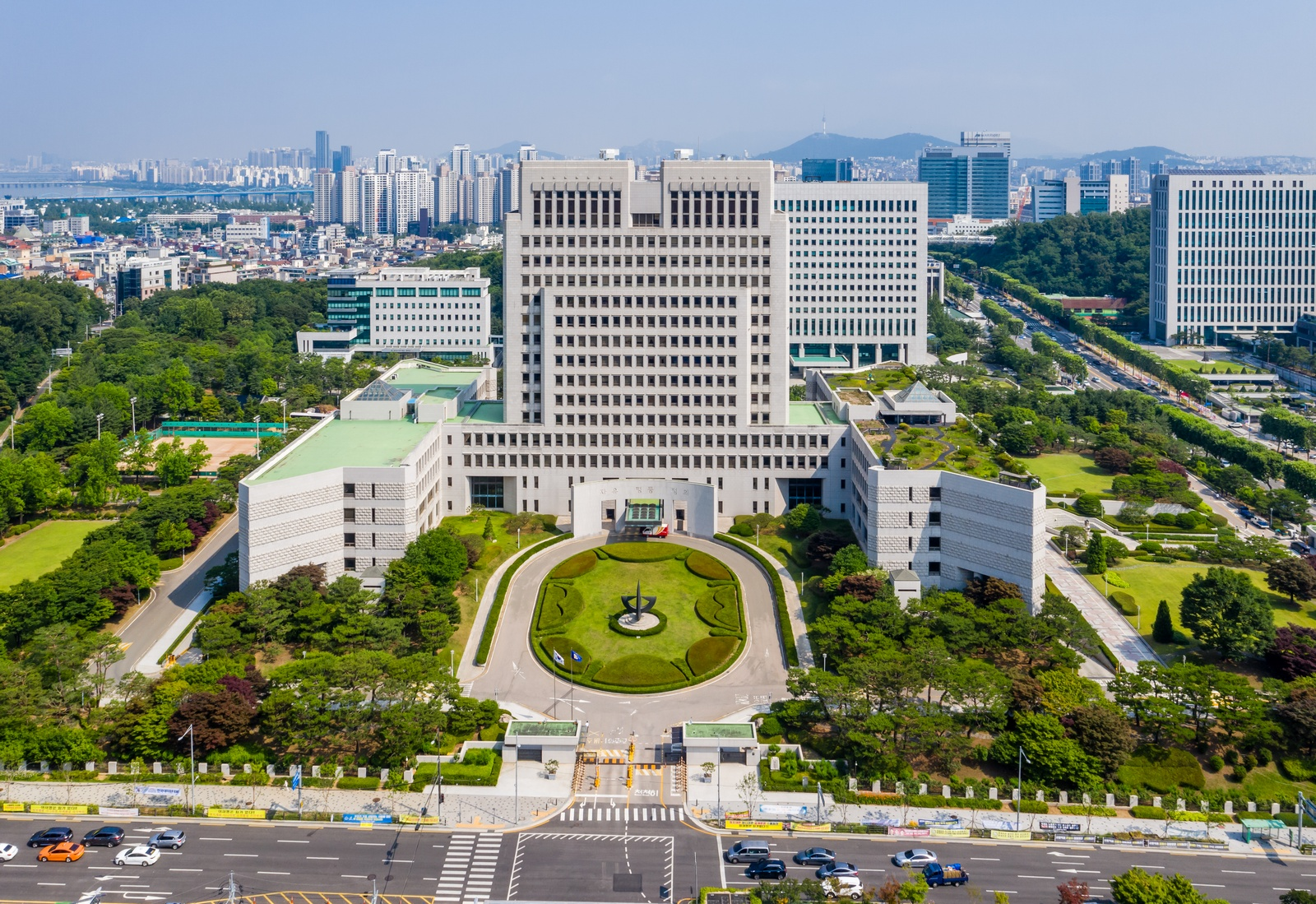
ファサード（2020年撮影）

大法院（だいほういん、韓国語: 대한민국 대법원、英語: Supreme Court of Korea）は、大韓民国の最高裁判所であり、三権の一つである司法権の最高機関。

大法院の役割

## 概要
韓国では、司法権を有する裁判所（司法府）を法院（법원）と呼ぶ。最高裁判所は大法院（대법원）と呼ばれ、首都であるソウル特別市の瑞草区に所在している（2024年時点）。特別裁判所である憲法裁判所（헌법재판소）は大法院と同等の地位を有する。大法院の下には高等法院（고등법원、高等裁判所）があり、5つの主要都市に置かれている。高等法院の下には地方法院（지방법원、地方裁判所）があり、全国に配置されている。他に、家庭法院（가정법원、家庭裁判所）も存在する。刑事事件は最初に地方法院で扱われ、三審制が採られている。なお、各裁判所の設置場所は以下の通り。
- 大法院：ソウル特別市瑞草区（2024年時点）
- 高等法院：ソウル特別市、光州広域市、大邱広域市、大田広域市、釜山広域市
- 地方法院：ソウル特別市に4箇所、釜山、大邱、仁川、光州、大田、蔚山、水原、議政府、春川、昌原、清州、全州、済州

大法院
大法院は、「法院組織法」第4条2項に基づき、大法院長（日本の最高裁長官に相当）を含む14人の大法官（裁判官）で構成されている。大法院には、司法行政事務を管掌する法院行政処が設置されており、全裁判官の人事と、司法府の行政を管轄している。現在は、第16代大法院長の金命洙（キム・ミョンス）が司法府を率いている。2022年4月現在、最高裁判所の運営に貢献している約100人の研究裁判官と約30人の司法研究者が在籍している。
大法院長は国会の同意を得て大統領が任命し、任期は6年で重任できない。国会議長、大統領（または首相）、大法院長、憲法裁判所長を「三府要人」（日本の三権の長に相当）という。

## 大法院長
| #  | 氏名   | 任期                   | 憲政期                       | 備考 |
| 1  | 金炳魯 | 1948年8月 - 1957年12月 | 第一共和国                   |      |
| 2  | 趙容淳 | 1958年6月 - 1960年5月  | 同上                         |      |
| 3  | 趙鎮満 | 1961年6月 - 1964年1月  | 第二共和国→軍政期→第三共和国 |      |
| 4  | 趙鎮満 | 1964年1月 - 1968年10月 | 同上                         |      |
| 5  | 閔復基 | 1968年10月 - 1973年3月 | 同上→第四共和国              |      |
| 6  | 閔復基 | 1973年3月 - 1978年12月 | 同上                         |      |
| 7  | 李英燮 | 1979年3月 - 1981年4月  | 同上→第五共和国              |      |
| 8  | 兪泰興 | 1981年4月 - 1986年4月  | 同上                         |      |
| 9  | 金容喆 | 1986年4月 - 1988年6月  | 同上→第六共和国              |      |
| 10 | 李一珪 | 1988年7月 - 1990年12月 | 同上                         |      |
| 11 | 金徳柱 | 1990年12月 - 1993年9月 | 同上                         |      |
| 12 | 尹錧   | 1993年9月 - 1999年9月  | 同上                         |      |
| 13 | 崔鍾泳 | 1999年9月 - 2005年9月  | 同上                         |      |
| 14 | 李容勲 | 2005年9月 - 2011年9月  |                              |      |
| 15 | 梁承泰 | 2011年9月 - 2017年9月  |                              |      |
| 16 | 金命洙 | 2017年9月 - 2023年9月  |                              |      |
| 17 | 曺喜大 | 2023年12月 -           |                              |      |

## 機能
控訴裁判所などの下級裁判所で下された判決の最終審理、国会選挙法違反に関する法の審理を行う。大法院大法官の育成は法学専門大学院が担当している。

## 最近の動き
- 2019年1月、徴用工訴訟介入疑惑で第15代院長の梁承泰を逮捕[3]。同年2月、起訴される[4]。韓国大法院長経験者の逮捕と起訴は、初の事例。

## その他

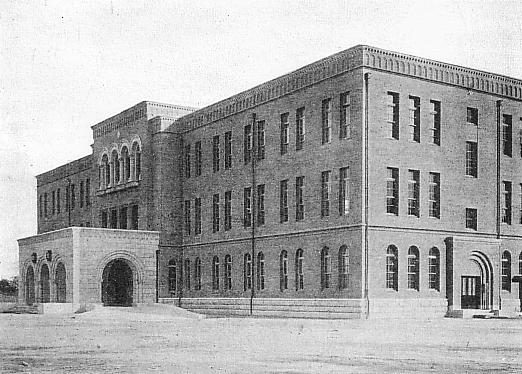
旧最高裁判所。1995年に現在地に移転するまで使われた。元は日本統治時代の京城司法庁舎で、現在はソウル市立美術館（大韓民国登録文化財237号）

- 所在地：ソウル特別市瑞草区瑞草路 219